# Селивановский, Николай Семёнович
Николай Семёнович Селивановский (25 ноября [7 декабря] 1806, Москва — 15 [27] марта 1852, Москва) — книгоиздатель, театральный и литературный критик, переводчик.

## Биография
Сын книгоиздателя С. И. Селивановского. В 1823 году был уволен из купеческого сословия. Учился на физико-математическом отделении Московского университета (1823—1826). Весной 1827 года получил звание действительного студента. Слушал лекции также на отделении нравственно-политических наук и словесном. В университете приятельствовал, в частности, с А. Д. Галаховым и А. И. Полежаевым. Зимой 1830/1831 годов распространял запрещённые сочинения последнего. По окончании университета Селивановский некоторое время служил в Московском горном правлении, где дослужился до чина коллежского асессора. С ранних лет принимал деятельное участие в семейном предприятии; неоднократно выезжал за границу, где изучал постановку книгопечатного дела и закупал современное оборудование для типографии и словолитни. Стараниями Селивановского в России получили распространение так называемые стереотипные доски (матрицы с оттиском целой страницы), значительно удешевлявшие и ускорявшие печатание регулярно тиражируемых учебных и справочных изданиях. Селивановский перевёл в «стереотипную» форму «Новый французско-российский словарь» С. С. Татищева (т. 1—2, 1832). Видимо, Селивановскому принадлежит реферативная заметка «Новое усовершенствование книгопечатания» («Телескоп», 1832) с описанием сходного способа воспроизведения текста. Вместе с типографией в которой Селивановский выпустил в 172 книги, он унаследовал от отца многочисленные знакомства в кругу московской профессуры, литераторов и критиков, артистов, преимущественно недворянского происхождения, соединив с ними собственные дружеские и деловые связи:
«… у него собирается довольно хорошее общество молодых людей нового поколения». Селивановские ведали печатанием журнала «Телескоп», газеты «Молва» и расчётами с подписчиками.
В первой половине 1830-х годов в одном доме с Селивановскими занимал квартиру Н. И. Надеждин, у которого в 1834 году жил В. Г. Белинский. На литературно-театральных «субботах» у Селивановских (в московском доме и на даче в Симоновой слободе) во второй половине 1830-х — начале 1840-х годов регулярно бывали Н. Х. Кетчер, Белинский, братья Полевые, В. П. Боткин, В. П. Андросов, А. Ф. Вельтман, М. С. Щепкин, П. С. Мочалов, композитор А. Е. Варламов.
Осенью 1836 года имя Селивановского фигурировало в деле о «Телескопе». Он обвинялся в том, что до получения цензорского билета разослал подписчикам номер, где было помещено «Философические письма» П. Я. Чаадаева. Следствие в отношении Селивановского вскоре было прекращено. В официальном объяснении, затребованном в третьем отделении московским генерал-губернатором Д. В. Голицыным, он был назван человеком благонадёжным, а практика рассылки журнала «по одной дозволительной записке цензора» — общеупотребительной «для выигрыша времени». Интерес к типографии Селивановских возникал у полиции и ранее в связи со слухами будто здесь должны были печататься манифесты декабристов. Вместе с тем существовало мнение о сотрудничестве отца и сына с третьим отделением в качестве осведомителей. Деловая репутация Селивановских была безупречна; их фирма считалась редким для России образчиком европейского предприятия, снискавшего «заслуженную известность и кредит» благодаря «добросовестности, исправности и отчетливости… во всех многочисленных сношениях с местами и лицами». В 1830-е годы Селивановский исполнял функции комиссионера второго отделения собственной е. и. в. канцелярии (занимавшегося изданием Полного собрания законов). Печатал издания, связанные с московским городским управлением, в частности «Книгу адресов столицы Москвы» (1839). А. С. Пушкин, издавая «Современник», избрал Селивановского «главным комиссионером» в Москве.
Начав в 1842 году автобиографические «Записки» с намерением «не ограничиваться современным, а повествовать о XIX столетии, с начала его, как придётся и вспомнится», Селивановский не пошёл далее первой главы. Тем не менее в «Записках» содержатся ценные сведения об истории и стратегии издательского дела отца, о круге его знакомств, зарисовки впечатлений детства (жизнь у бабушки с материнской стороны, в патриархальном купеческом доме за Яузой; начало учения; комета 1812 года).
Умер в марте 1852 года. Был похоронен на кладбище Симонова монастыря.